# Pseudohemihyalea sonorosa
Pseudohemihyalea sonorosa là một loài bướm đêm thuộc phân họ Arctiinae, họ Erebidae. Nó được tìm thấy ở Sonora, México in the upper elevation pine-oak forests of the Sierra Madre Occidental.
Chiều dài cánh trước khoảng 26 mm đối với con đực và 31 mm đối với con cái. Con trưởng thành bay vào tháng 9.
Ấu trùng có thể ăn các loài Pinus.